# 佐麻須
佐麻須（英語：James Summers、又譯岑馬士、1828年7月5日—1891年10月26日），英國教育工作者暨英語文學學者，曾擔任香港聖保羅書院首任校長（Headmaster），被日本帝國明治政府聘請，在東京海正學校學園（1873年東京帝國大學的前身）建立英語課程。

## 簡歷
佐麻須於1828年出生在漢普郡的蒂奇菲爾德（Titchfield）。他沒有接受正規教育。 除了小學以外，佐麻須自學了英國文學和外語。他的父親是個收入有限的抹灰工，似乎在佐麻須10歲之前就去世了。 佐麻須和他的母親從伯德街（Bird Street）搬到密歇根街（Close Street），並從1844年9月至1845年11月去了利奇菲爾德（Lichfield）Diocesan培訓學校大約一年。 他與母親再次搬到特倫特河畔斯托克(Stoke-on-Trent), 並在那裡的一所國立學校開始了他的教學生涯。 他的母親於1846年去世。1848年， 到了香港並且擔任了香港聖保羅書院首任校長（Headmaster）.
當香港開始建築聖約翰教堂的時候，佐麻須看到香港聖保羅書院創辦人史丹頓牧師（Vincent Stanton）的廣告。廣告內容是要聘請一位導師在他香港新學校教男生。佐麻須然而毅然學習中文。 1849年秋天，史丹頓牧師終於達成了在香港開設一間為華人開設新的的聖公會學校的計劃。鑑於需要投入大量精力來辦新的聖保羅書院，史丹頓決定關閉專屬歐童而設的史丹頓學塾（The Revd Stanton’s School for European Children）。1840年代，史丹頓牧師才二十多歲。而佐麻須抵達香港遠東時，當時只有19歲。聖保羅書院第一批迎來了來自鐵崗附近的34個男孩，當中包括來自七個男生是已關閉的馬禮遜學堂。佐麻須將這群男孩子分為三個級別, 分別講授他們英語，中文和聖經。 現時並不知道聖保羅書院創辦人史丹頓牧師為何選擇佐麻須擔任該職位，也不知道他是否是唯一應徵者。
佐麻須在香港的時間很短。他於1851年從聖保羅書院辭職，返回英國，在牛津大學開始大學本科學習。 他年僅25歲時被任命為倫敦國王學院（King's College）的中國文學教授。他以出色的研究和教學而享有聲譽。 1854年，他開始翻譯上海話的《聖經》，並於1864年出版了有關日語和語法的書籍。 他還編輯了《鳳凰》（The Phoenix），這是印度、緬甸、暹羅、中國、日本和東亞的研究月刊， 引起了廣泛的關注。
1873年（明治6年），他應右大臣岩倉具視的邀請與家人一起到日本，並在東京海正學校（現為東京大學）與威廉·格里菲斯（William Griffith）一起研究了威廉·莎士比亞和約翰·米爾頓等著名藝術家。他還教導了許多著名的學者，例如岡倉天心和井上哲次郎。然後在新潟縣和大阪的英國學校及札幌農學校（今 北海道大學）任教，1884年，回到東京築地與他的妻子成立溫跨鴣館。他於1890年（明治23年）返回日本，但於次年在日本東京京橋區築地去世，並葬於橫濱外國公墓。

## 來源
- デジタル版 日本人名大辞典+Plus（講談社）『サマーズ（页面存档备份，存于）』- コトバンク
- 朝日日本歴史人物事典（朝日新聞出版）『サマーズ（页面存档备份，存于）』- コトバンク
- 大辞林 第三版（三省堂）『サマーズ（页面存档备份，存于）』- コトバンク
- ブリタニカ国際大百科事典 小項目事典（ブリタニカ・ジャパン） 『サマーズ（页面存档备份，存于）』- コトバンク
- 聖保羅書院 http://spc.edu.hk/upload_files/editor_image/news_from_st._paul_s_2012-2013.pdf
- 聖保羅書院 https://heritage.spc.edu.hk/90_alumni_story_details.php?id=70&cms_menu_id=117